# Macrosamanea spruceana
Macrosamanea spruceana är en ärtväxtart som först beskrevs av George Bentham, och fick sitt nu gällande namn av Samuel James Record. Macrosamanea spruceana ingår i släktet Macrosamanea och familjen ärtväxter. Inga underarter finns listade i Catalogue of Life.